# Réemprunt
Le réemprunt, dit aussi prêté-rendu, est le processus selon lequel un mot passé d’une langue à une autre repasse dans la langue d’origine. Le réemprunt peut s’accompagner d’une évolution de forme ou de sens, surtout dans le cas où le mot passe par différentes langues hôtes avant de revenir à la langue d’origine.
Le seul mouvement d’une langue à l’autre est appelé « emprunt lexical ». Le réemprunt résulte d’emprunts lexicaux multiples où la langue cible est la même que la langue source, comme indiqué par A → B → A, A étant la langue d’origine.

## Exemples
| vieux norrois :     | klubba « gros bâton »          | → | anglais :   | club                                      | → | suédois :     | klubb « association, cercle (de personnes) »     |   |           |           |
| ancien français :   | estandard « étendard »         | → | anglais :   | standard                                  | → | français :    | standard                                         |   |           |           |
| ancien français :   | tenez (impératif de tenir)     | → | anglais :   | tennis                                    | → | français :    | tennis (le sport)                                |   |           |           |
| français :          | magasin                        | → | anglais :   | magazine                                  | → | français :    | magazine                                         |   |           |           |
| français :          | cotte                          | → | anglais :   | riding coat                               | → | français :    | redingote                                        | → | anglais : | redingote |
| français :          | conter fleurette               | → | anglais :   | flirt                                     | → | français :    | flirter                                          |   |           |           |
| grec ancien :       | κίνημα (kínēma, mouvement)     | → | français :  | cinéma                                    | → | grec :        | σινεμά (sinemá, cinema)                          |   |           |           |
| néerlandais :       | bolwerk (rempart, bastion)     | → | français :  | boulevard                                 | → | néerlandais : | boulevard                                        |   |           |           |
| néerlandais :       | manneken « petit homme »       | → | français :  | mannequin                                 | → | néerlandais : | mannequin (« mannequin »)                        |   |           |           |
| moyen néerlandais : | snacken « haleter/mordre »     | → | anglais :   | to snack                                  | → | néerlandais : | snacken                                          |   |           |           |
| anglais :           | crack (nouvelles, rumeurs)     | → | irlandais : | craic (fun)                               | → | anglais :     | craic                                            |   |           |           |
| anglais :           | animation                      | → | japonais :  | アニメ (anime)                            | → | anglais :     | anime (animation japonaise)                      |   |           |           |
| hébreu :            | תַּכְלִית (but)                    | → | yiddish :   | תכלית (résultat ; but ; affaire sérieuse) | → | hébreu :      | תַּכְלֶס (direct, droit au but, arrêter de déconner) |   |           |           |
| espagnol :          | tronada (tempête)              | → | anglais :   | tornado                                   | → | espagnol :    | tornado                                          |   |           |           |
| chinois :           | 革命 (changements dynastiques) | → | japonais :  | 革命 (révolution)                         | → | chinois :     | 革命 (révolution)                                |   |           |           |
| chinois :           | 共和 (Régence de Gonghe)       | → | japonais :  | 共和 (république)                         | → | chinois :     | 共和 (république)                                |   |           |           |
| chinois :           | 抹茶 (façon de faire du thé)   | → | japonais :  | 抹茶 (matcha)                             | → | chinois :     | 抹茶 (matcha japonais)                           |   |           |           |
| chinois :           | 菓子 (fruit, pâtisserie)       | → | japonais :  | 菓子 (pâtisserie)                         | → | chinois :     | 菓子 (wagashi)                                   |   |           |           |